# Israzorides
Israzorides is een monotypisch geslacht van spinnen uit de  familie van de Zoridae (stekelpootspinnen).

## Soort
- Israzorides judaeus Levy, 2003